# Murteira (Loures)
Murteira é uma pequena localidade do concelho de Loures, distrito de Lisboa, Portugal.
Com cerca de 1 000 habitantes.